# Werner Finck

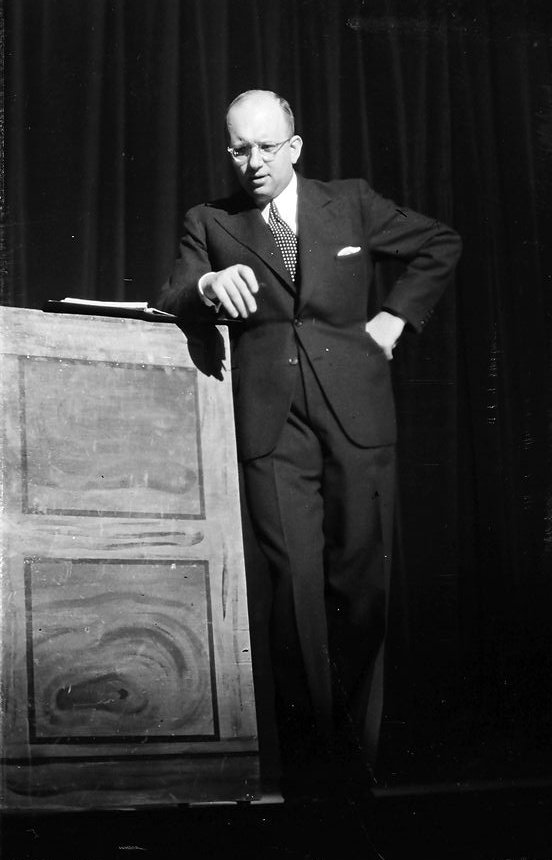
Werner Finck.

Werner Finck, född 2 maj 1902 i Görlitz, Kejsardömet Tyskland, död 31 juli 1978 i München, Västtyskland, var en tysk skådespelare, komiker och satiriker. 1929 var han en av initiativtagarna till kabaréföreställningen Die Katakombe som spelades i Berlin fram till 1935. Från 1933 övervakades föreställningarna av Gestapo, vilket Finck var fullt medveten om och gjorde narr av. Kabarén upphörde i maj 1935 på order av Joseph Goebbels och Finck internerades en tid på lägret Esterwegen. Han släpptes senare men riskerade åter att arresteras 1939, något han undgick genom att ta tjänst i Wehrmacht som radiooperatör. Efter krigsslutet gav han 1945-1949 ut satirmagasinet Das Wespennest tillsammans med Hans "Thaddäus Troll" Bayer. Han fortsatte karriären som skådespelare och kabaréartist fram till 1970-talets början.
1973 tilldelades han Förbundsrepubliken Tysklands förtjänstorden.